# Wybory do Parlamentu Europejskiego we Włoszech w 1989 roku
Wybory do Parlamentu Europejskiego III kadencji we Włoszech zostały przeprowadzone 18 czerwca 1989 roku.
Wybory miały wyłonić 81 przedstawicieli którzy mieli reprezentować Włochy w Parlamencie Europejskim.

## Wyniki
Wybory do Parlamentu Europejskiego zakończyły zwycięstwem Chrześcijańskiej Demokracji, która uzyskała najwięcej głosów w centrum oraz na południu kraju. Włoska Partia Komunistyczna uplasowała się na drugim miejscu, uzyskując głosy wyborców w regionach położonych na północnym zachodzie. Na dalszych miejscach uplasowały się Partia Socjalistyczna oraz Włoski Ruch Społeczny.
Frekwencja wyborcza wyniosła 81,07%.
| lista wyborcza                           | głosy      | %     | mandaty |
| ---------------------------------------- | ---------- | ----- | ------- |
| Chrześcijańskiej Demokracja (DC)         | 11,451,090 | 32,9  | 26      |
| Włoska Partia Komunistyczna (PCI)        | 9,598,369  | 27,58 | 22      |
| Partia Socjalistyczna (PS)               | 5,151,929  | 14,8  | 12      |
| Włoski Ruch Społeczny (MSI)              | 1,918,650  | 5,51  | 4       |
| Włoska Partia Liberalna (PLI)            | 1,532,388  | 4,4   | 4       |
| Federacja Zielonych                      | 1,317,119  | 3,78  | 3       |
| Włoska Partia Socjaldemokratyczna (PSDI) | 945,383    | 2,72  | 2       |
| Verdi Arcobaleno                         | 830,980    | 2,39  | 2       |
| Demokracja Proletariacka (DP)            | 449,639    | 1,29  | 1       |
| Włoska Partia Radykalna (PR)             | 430,150    | 1,24  | 1       |
| Federalismo Europa Autonomie             | 207,739    | 0,60  | 1       |
| Południowotyrolska Partia Ludowa (SVP)   | 172.383    | 0,50  | 1       |